# Musée Allard-Pierson

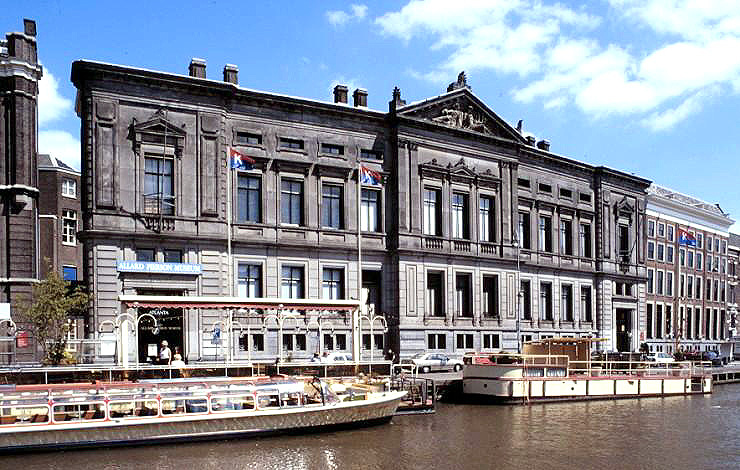
La façade du musée Allard-Pierson,
Oude Turfmarkt 127, à Amsterdam

Le musée Allard-Pierson (en néerlandais : Allard Pierson Museum) est le musée archéologique de l'université d'Amsterdam, ouvert en 1934. Il a été nommé ainsi en hommage au premier professeur d'archéologie classique de l'université, Allard Pierson (1831-1896), un ancien ministre, qui fut titulaire de la chaire d'esthétique et histoire de l'art de 1877 à sa mort.

## Collections

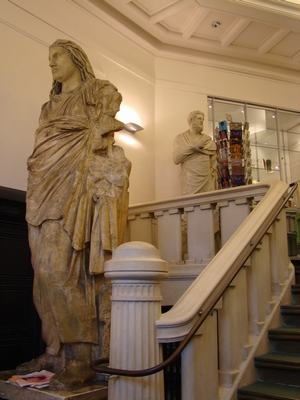
Intérieur du musée Allard-Pierson

### Collection égyptologique
Le musée rassemble notamment une importante collection égyptologique dans laquelle on trouve des momies et sarcophages, des images des dieux et des anciens Égyptiens, ainsi que des objets de la vie quotidienne ou liés aux rites de la mort dans l'ancienne Égypte.

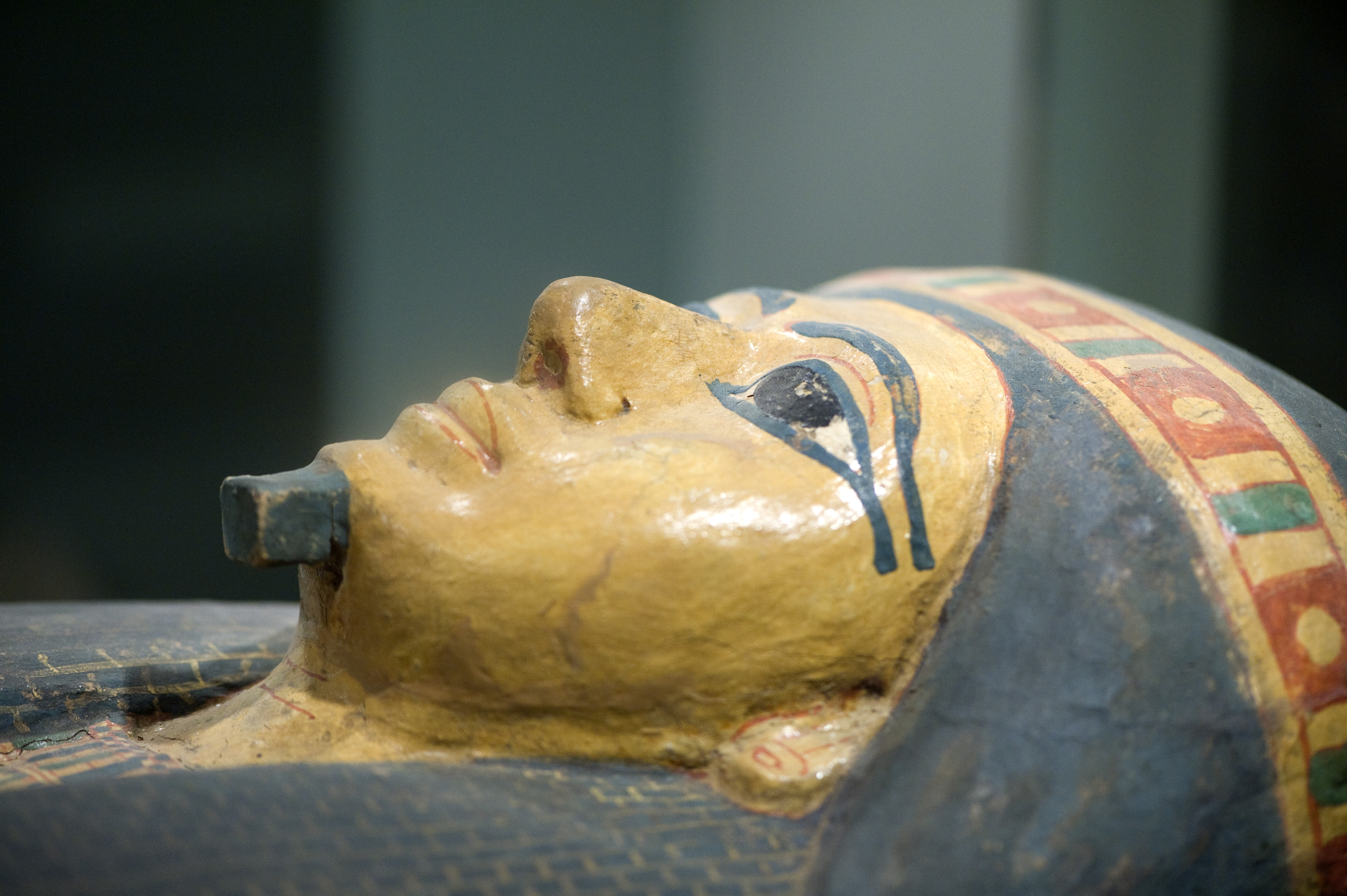
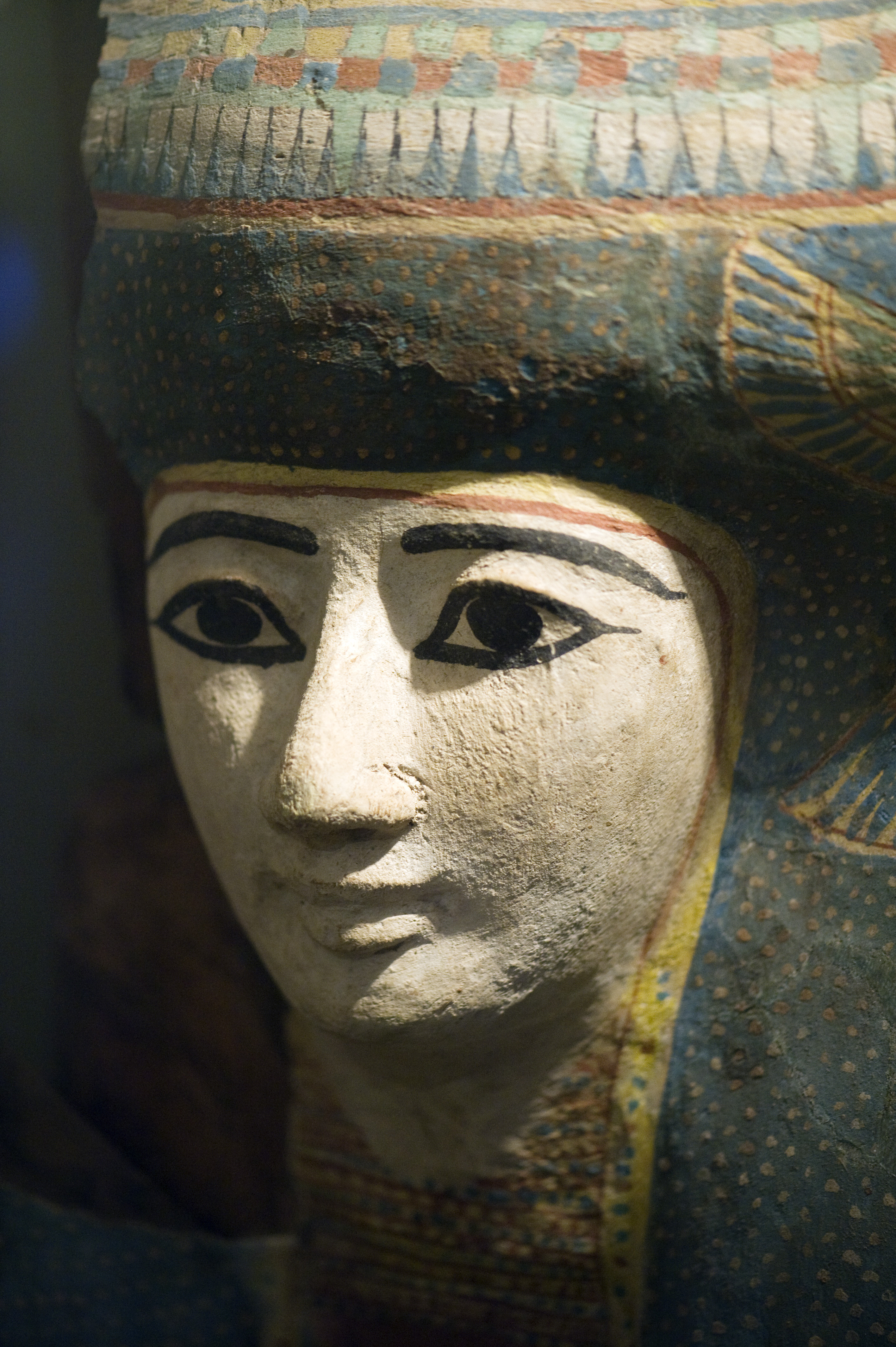
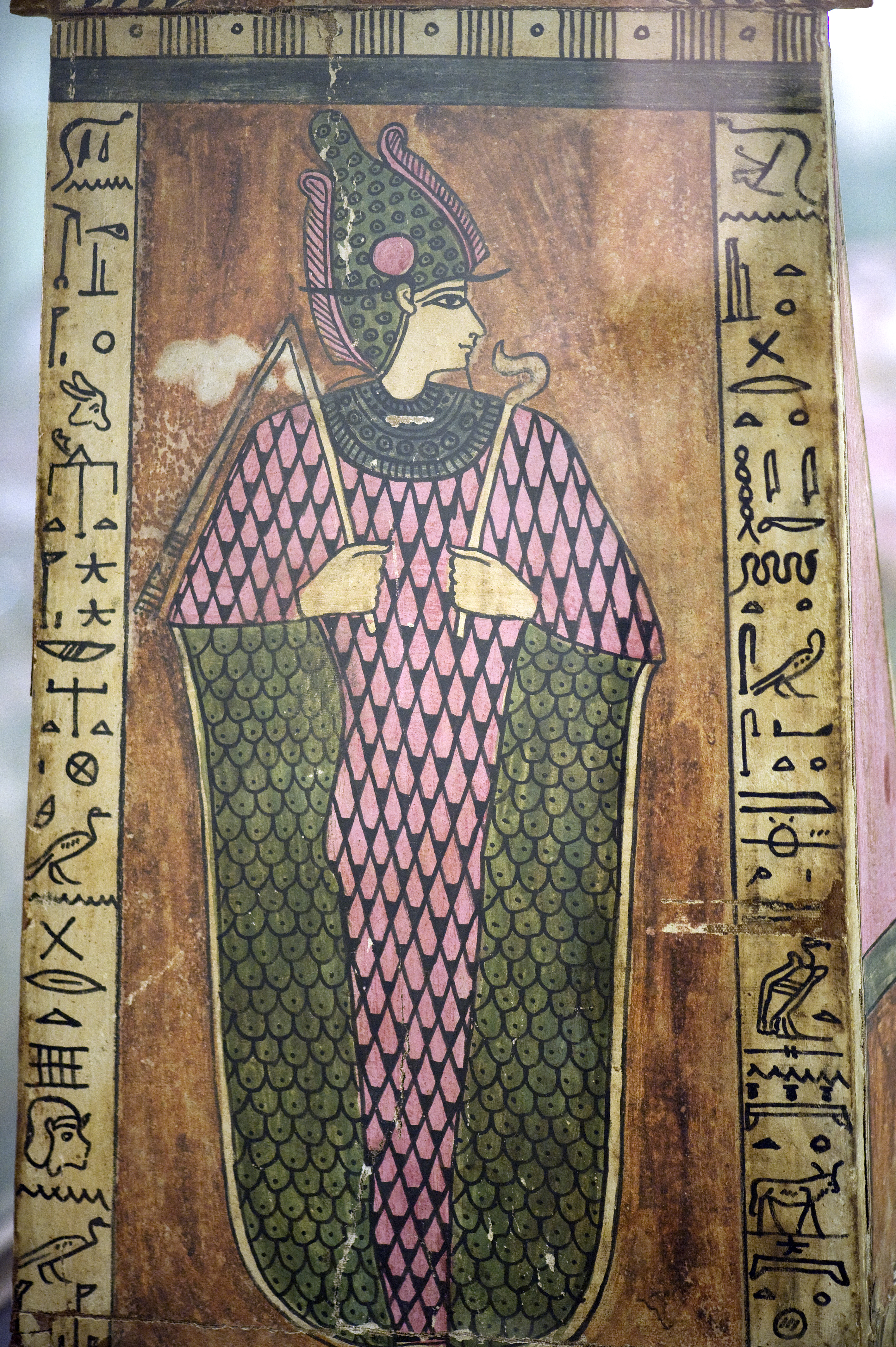
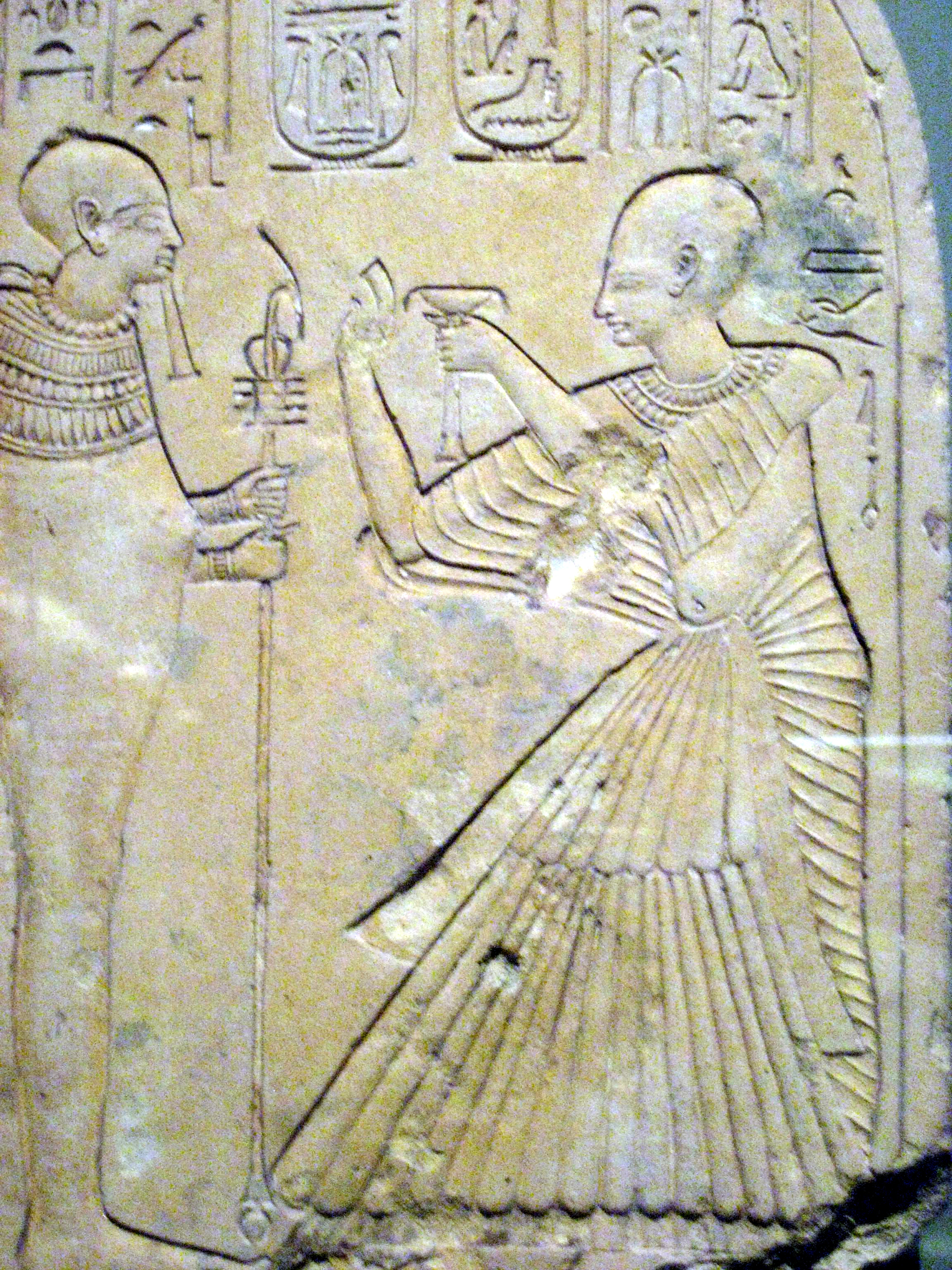
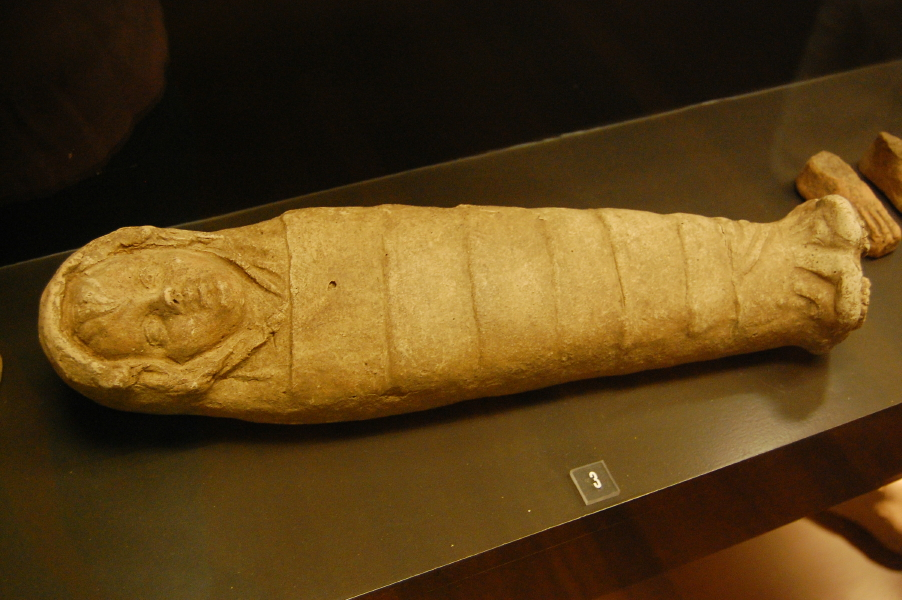

### Collection gréco-romaine
Le musée Allard-Pierson possède par ailleurs une collection gréco-romaine, comprenant des statues, des objets en verre, des petits bronzes, des poteries, des bijoux et des céramiques, décorées de scènes de la vie quotidienne ou inspirées de la mythologie.

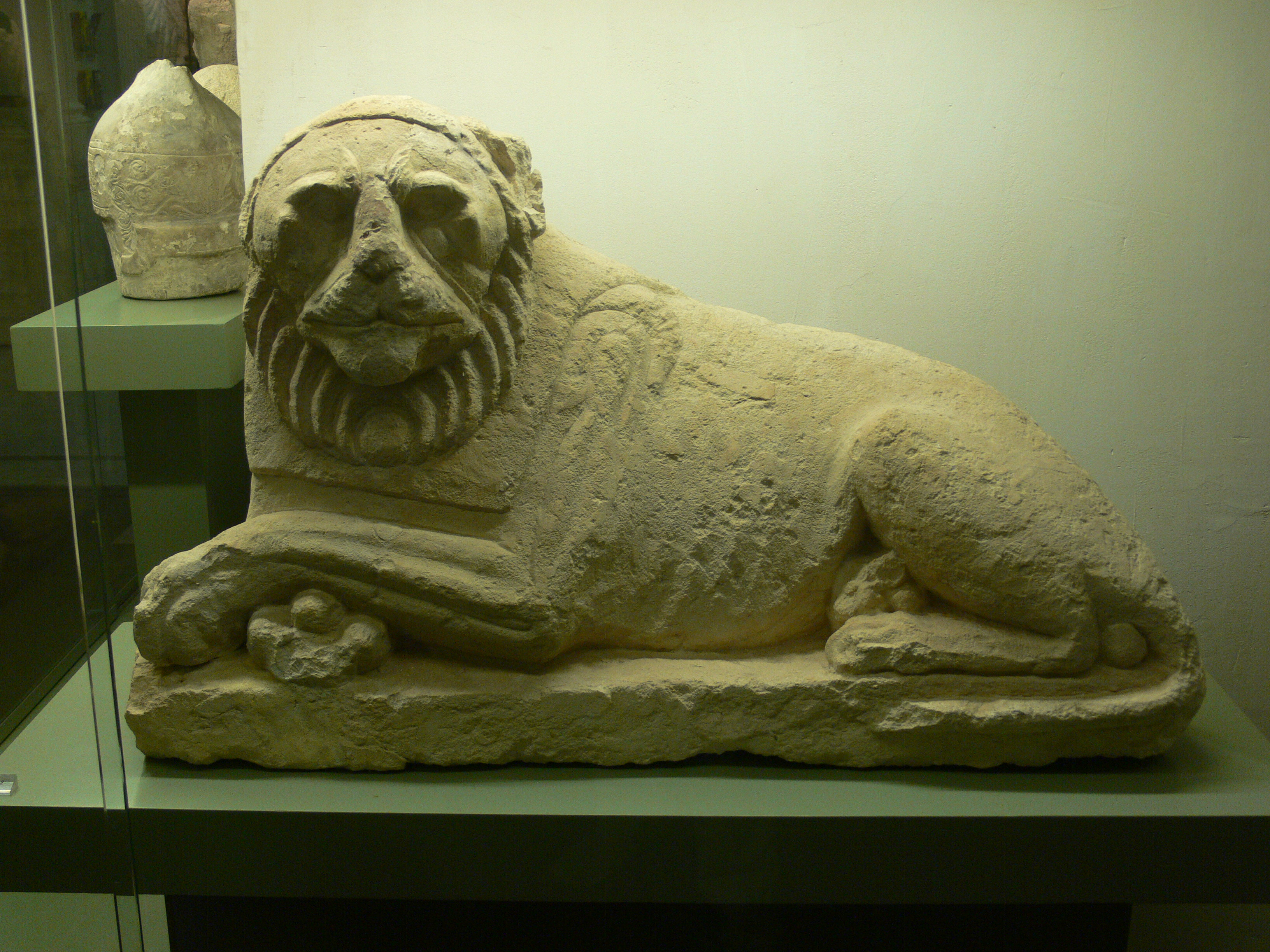
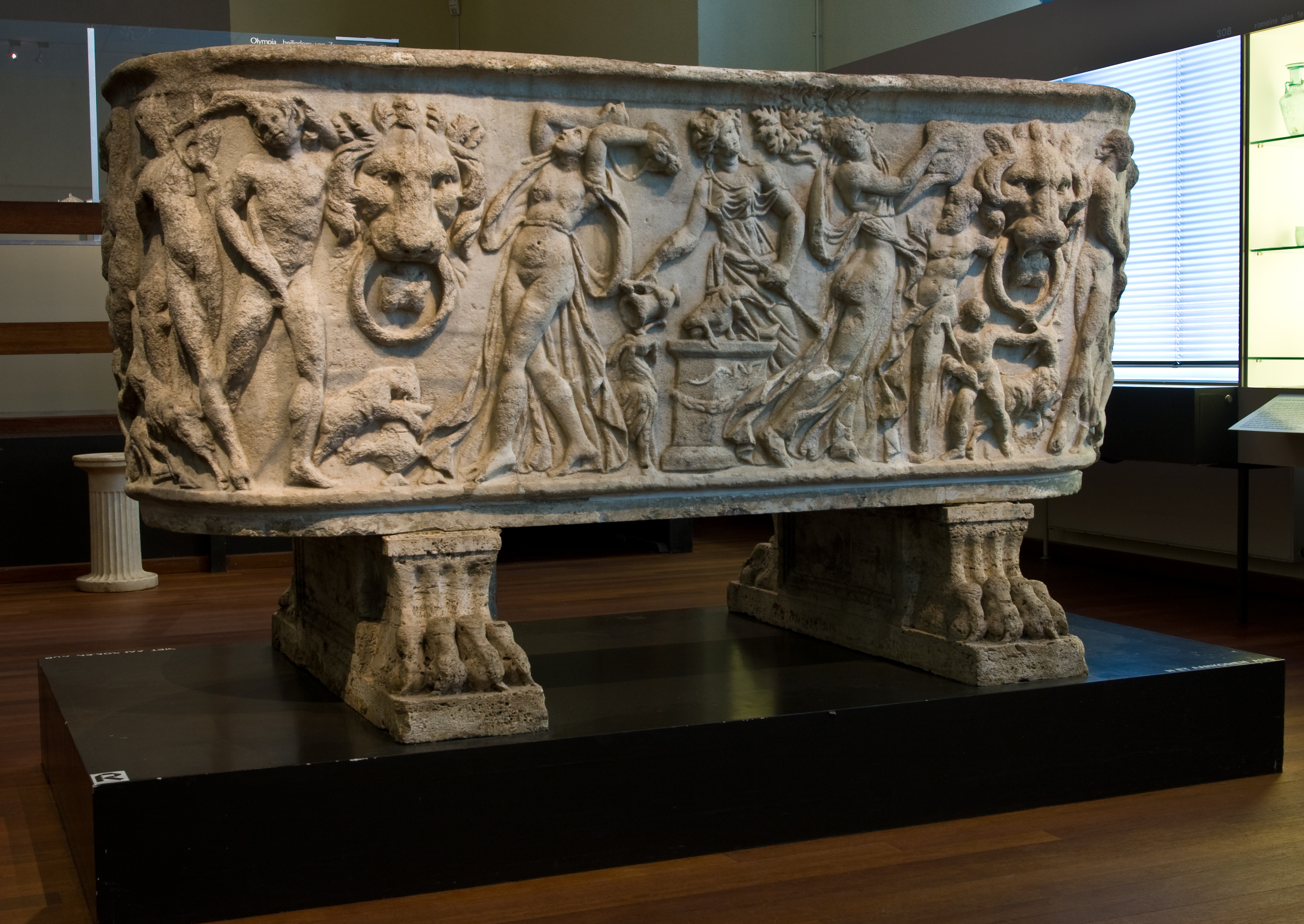
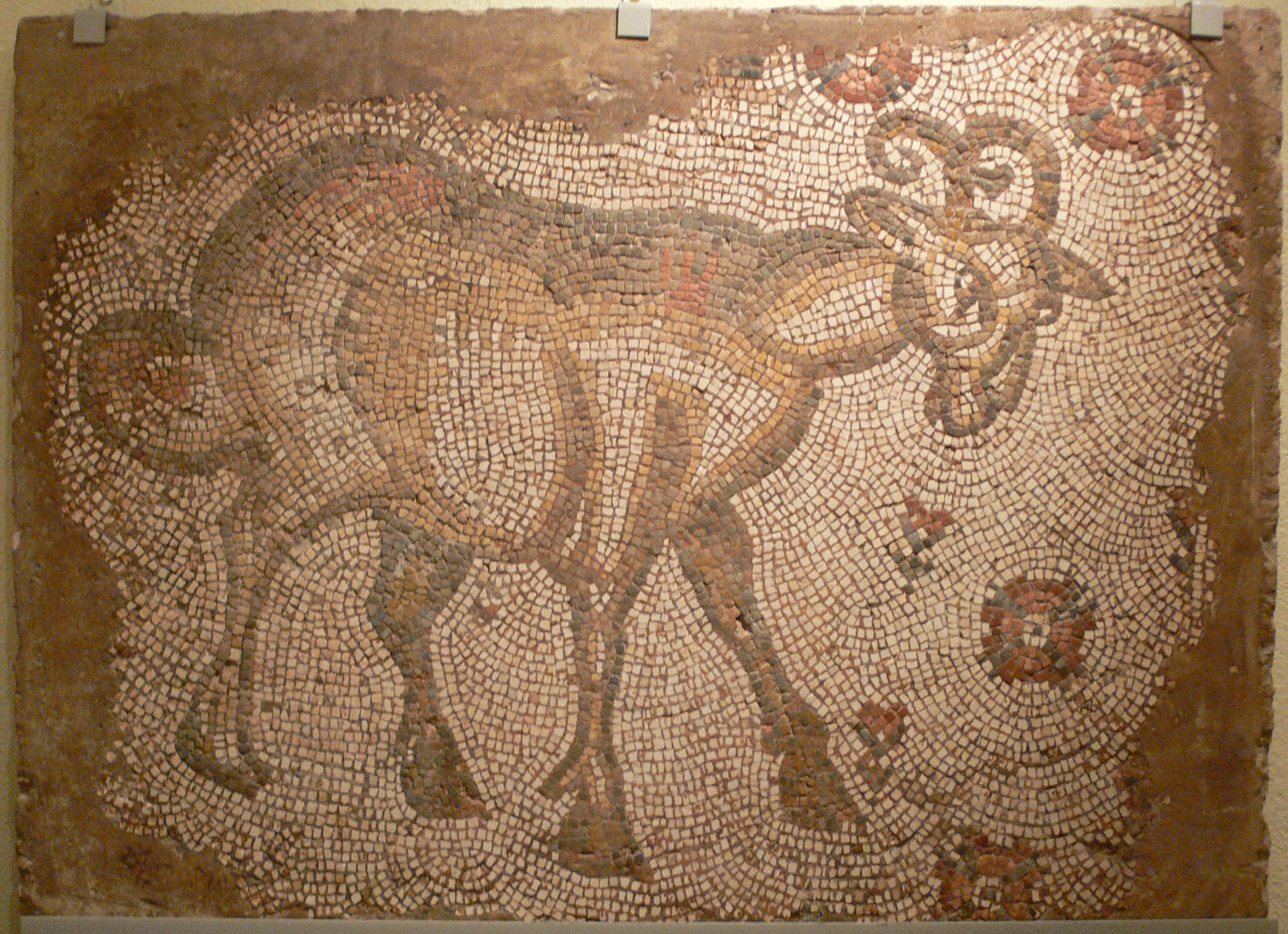
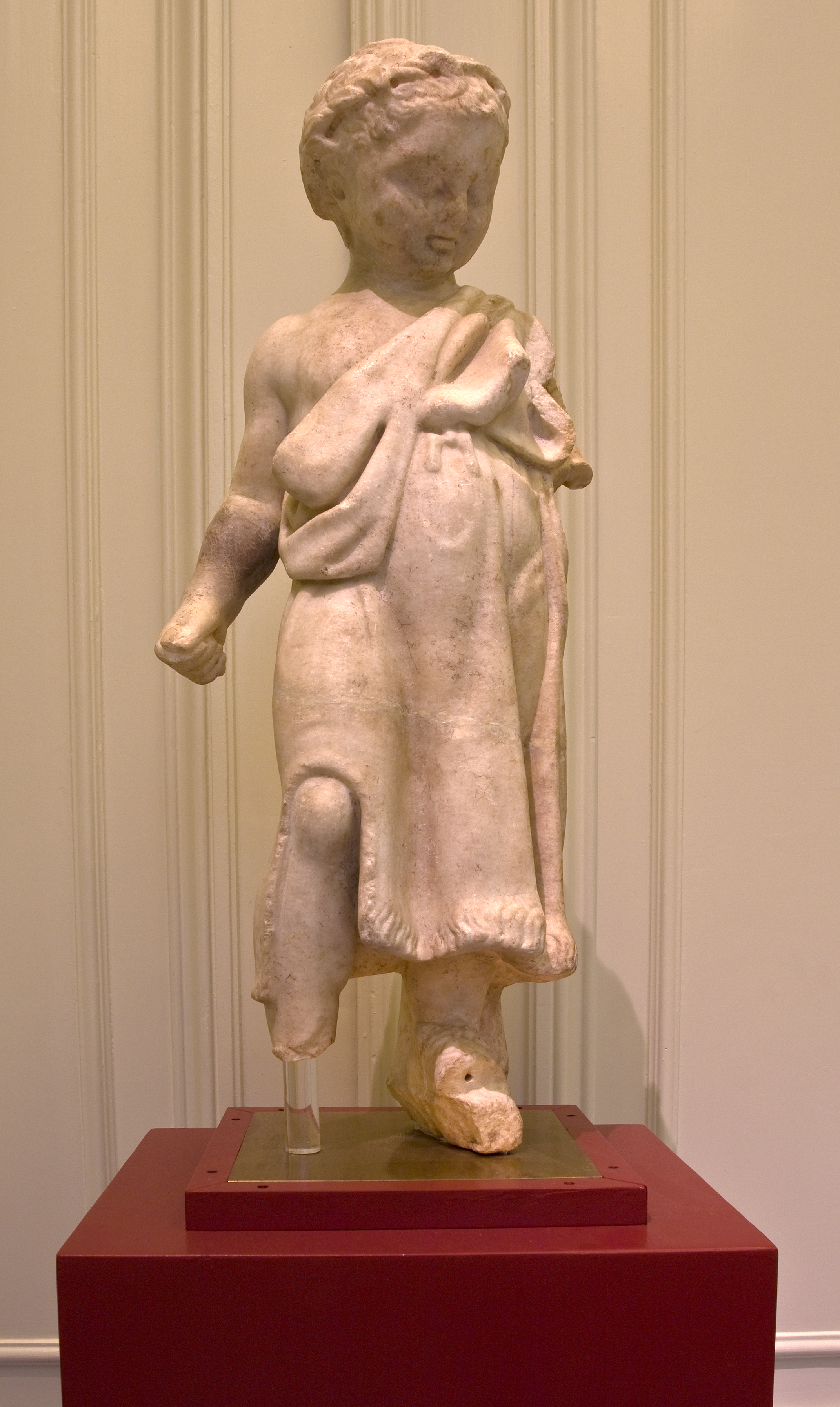
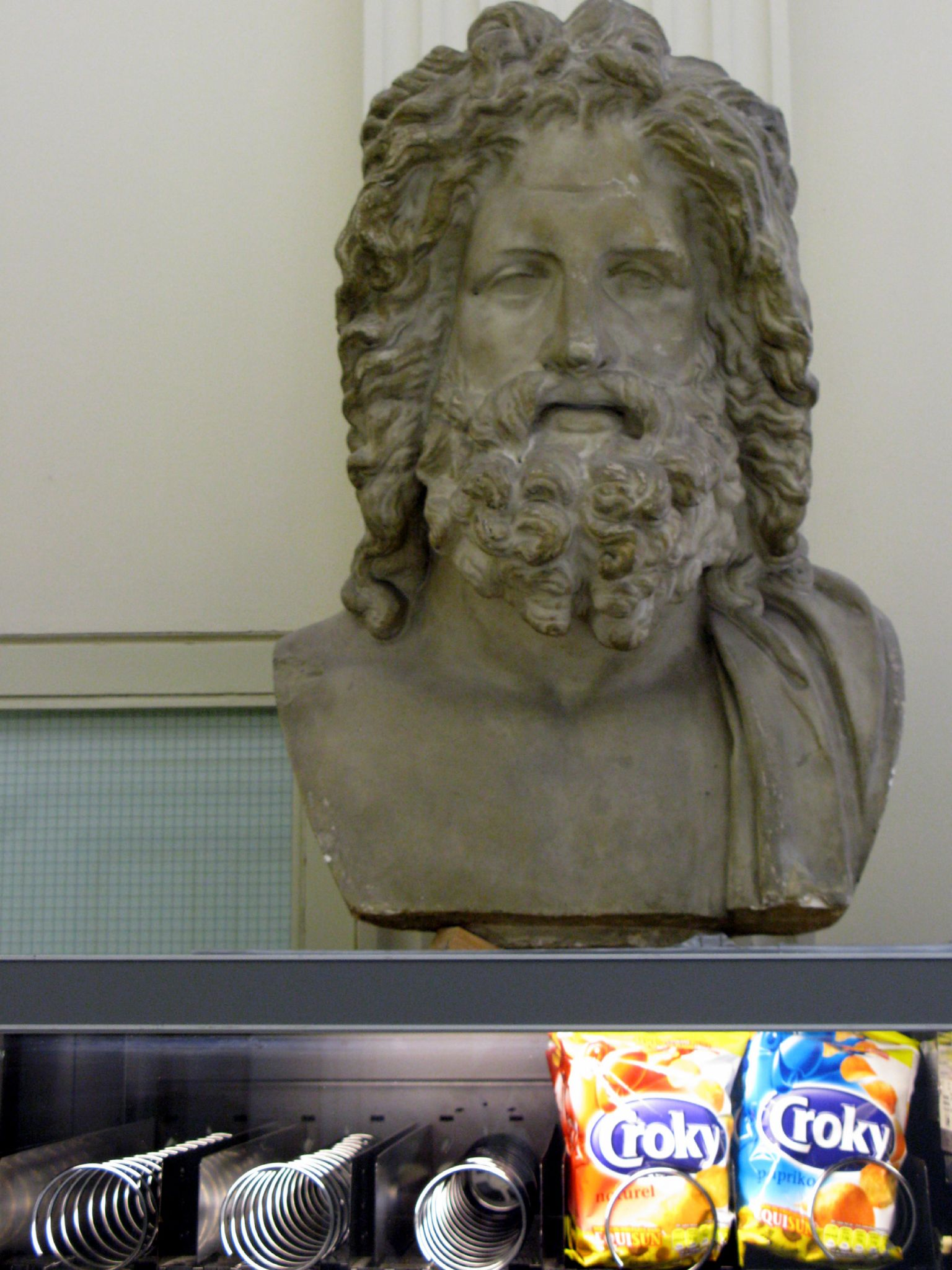